# Turystyka aborcyjna
Turystyka aborcyjna – podróżowanie do innego państwa lub stanu, gdzie aborcja jest legalna lub bardziej dostępna, w celu jej przeprowadzenia. Obejmuje to wyjazdy w celu przeprowadzenia aborcji chirurgicznej na późniejszym etapie ciąży, jak w celu zakupu leków do aborcji farmakologicznej, takich jak mifepriston i mizoprostol. 
Marginalnym pod względem liczby wykonywanych zabiegów jest holenderski statek Langenort należący do stowarzyszenia Kobiety na falach. Na statku tym można dokonać aborcji na wodach eksterytorialnych, zgodnie z holenderskim prawem.

## W Polsce
Według Federacji na rzecz Kobiet i Planowania Rodziny około 15% zabiegów przerwania ciąży przez Polki jest wykonywane za granicą. Zazwyczaj Polki, które decydują się na aborcje za granicą mają stosunkowo wysoki status socjoekonomiczny. Mają przeciętnie 30-35 lat, wyższe wykształcenie i są aktywne zawodowo.Najczęściej podróżują do Niemiec lub innych sąsiadujących krajów Uni Europejskiej.
W turystyce aborcyjnej udzielają Polkom takie organizację jak: Aborcja bez Granic, Aborcyjny Dream Team, Kobiety w Sieci, Women help Women.
Po zaostrzeniu prawa aborcyjnego w Polsce w 2020 roku w wyniku wyroku Trybunału Konstytucyjnego coraz więcej Polek zaczęło decydować się na turystykę aborcyjną.

## Prawny status turystyki aborcyjnej
Spór między irlandzkimi organizacjami promującymi turystykę aborcyjną a władzami Irlandii próbującymi zakazać ich działalności zakończył się przed Europejskim Trybunałem Praw Człowieka w 1992. W sprawie „Open Door oraz Dublin Well Woman przeciwko Irlandii” trybunał uznał Irlandię winną ograniczenia prawa do informacji i nakazał odwołanie przepisów zakazujących działalności informacyjnej stowarzyszeniom proaborcyjnym.